# Station Nowa Wieś Ełcka
Station Nowa Wieś Ełcka is een spoorwegstation in de Poolse plaats Nowa Wieś Ełcka.